# 澳門2017年度頒授勳章、獎章和獎狀名單
澳門2017年度頒授勳章、獎章和獎狀名單於2017年12月19日由澳門特別行政區行政長官崔世安簽署，並於《澳門特別行政區政府公報》公布，共有42位人士、團體、機構分別獲授勳，表揚他們在個人成就、社會貢獻或服務澳門特別行政區方面有傑出的表現。勳章、奬章和奬狀頒授儀式於2018年1月19日在澳門文化中心綜合劇院舉行。

## 榮譽勳章
金蓮花榮譽勳章
- 徐禮恆

銀蓮花榮譽勳章
- 李萊德
- 黃國勝

## 功績勛章
專業功績勛章
- 趙約翰（João Augusto Gonçalves Gil de Oliveira）
- 趙國強
- 邱金海
- 何海明

工商功績勛章
- 大豐銀行股份有限公司
- 岐關車路有限公司
- 馮信堅

旅遊功績勛章
- 何猶龍
- 呂錫柱
- 林振國

教育功績勛章
- 李向玉
- 黃竹君
- 羅紹華

文化功績勛章
- 澳門筆會
- 基斯達（João Vicente Botelho Guedes）
- 曹長雄
- 潘錦玲

仁愛功績勳章
- 社會工作局
- 澳門扶康會

體育功績勳章
- 澳門龍獅代表隊
- 澳門空手道聯盟
- 小耶穌（Eduardo Armando de Jesus Junior）

## 傑出服務獎章
英勇獎章
- 澳門海關潛水隊
- 治安警察局特別巡邏組
- 消防局特勤救援隊
- 衛生局疾病預防控制中心

勞績獎章
- 民政總署食品安全中心監察團隊
- 蘇添平
- 劉惠嫻

社會服務獎章
- 澳門戒毒康復協會
- 澳門基督教青年會
- 聖公會澳門社會服務處
- 蔡傳興

## 獎狀
榮譽獎狀
- 洛雷托（Loreto Jr. de Guia Mijares）

功績獎狀
- 張向晨
- 林啟興
- 陳筱敏
- 周昊天
- 培正中學“國際科學與工程大獎賽2017”參賽隊伍